# Marina Koller

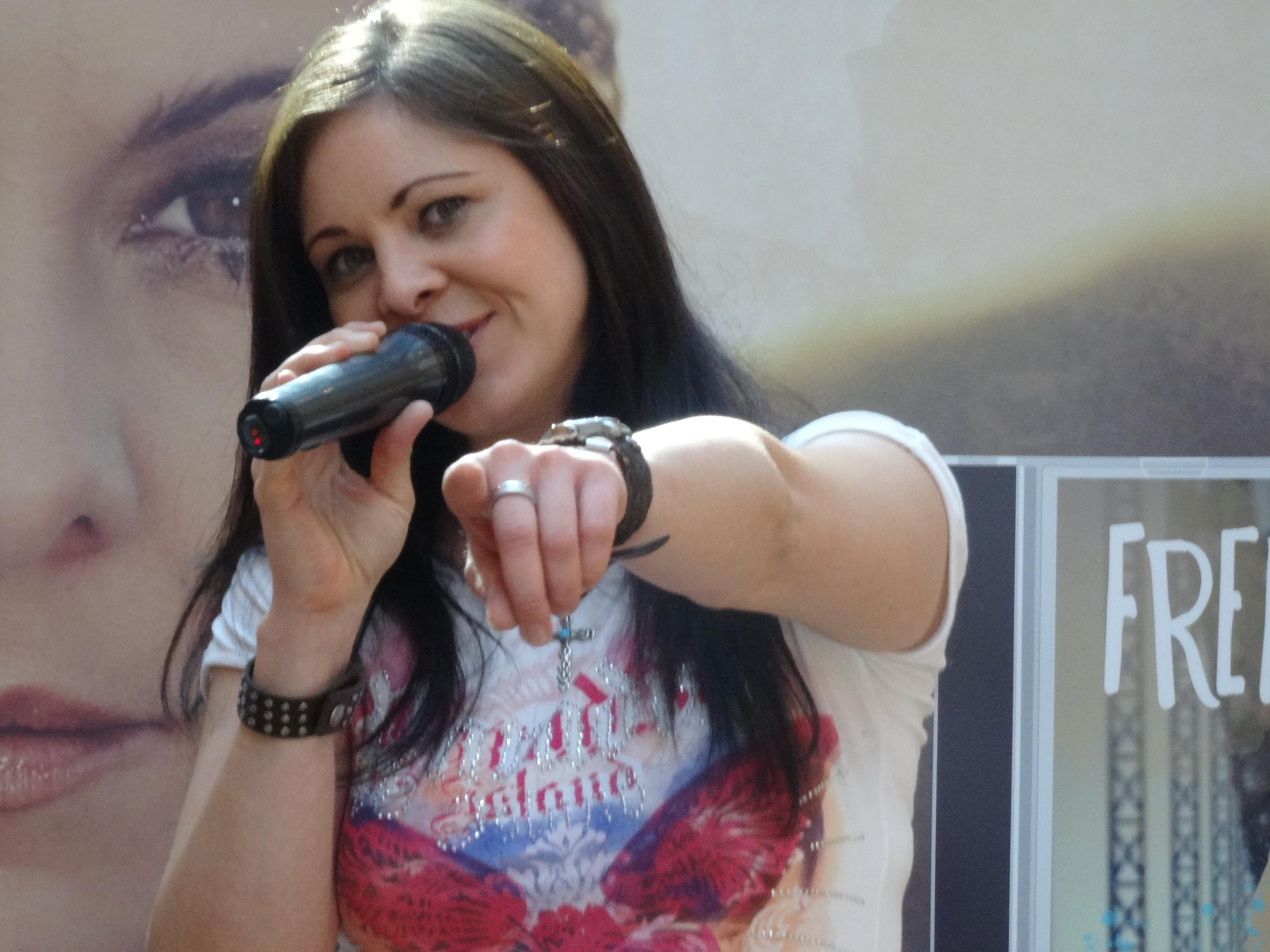
Marina Koller (2014)

Marina Koller (* 25. November 1981 in Neukirchen beim Heiligen Blut) ist eine deutsche Schlagersängerin und Moderatorin.

## Leben
Koller ist Autodidaktin auf dem Keyboard und der Gitarre. Entdeckt wurde sie von dem Musikproduzenten Robert Jung, auf dessen Intervention sie 1998 am Bayerwald Grand Prix außerhalb der Konkurrenz teilnahm. Im Jahr 2000 gewann sie den Wettbewerb mit dem Lied Mei Heimat ist im Bayerwald. Es folgte ein Plattenvertrag bei Koch Universal Music, wo sie noch unter dem Künstlernamen Marina zwei Studioalben veröffentlichte. Am 28. Mai 2005 trat sie beim Finalspiel des DFB-Pokals auf. 2009 erschien ihr drittes Album bei Koch Music, danach wechselte sie zu Depro Music, wo bislang zwei Alben erschienen.
Marina Koller ist gelernte Bankkauffrau, lebt in Eschlkam und arbeitet in Teilzeit als Angestellte bei der Sparkasse im Landkreis Cham. Seit April 2014 ist sie verheiratet.

## Diskografie
- 2002: Unverschämt süß (Album, Label: Koch Universal Music, Vertrieb: Universal Music)
- 2003: Tausend Träume (Album, Label: Koch Music, Vertrieb: Universal Music)
- 2009: Marina Koller (Album, Label: Koch Universal Music, Vertrieb: Universal Music)
- 2012: Neue Wege (Album, Label: Depro Music, Vertrieb: Universal Music)
- 2014: Frei (Album, Label: Extralaut, Vertrieb: Universal Music)

## Lieder (Auswahl)
- Und dann träumt Sie von der Freiheit
- Sandkastenliebe
- Hey Mama
- Für die Kinder dieser Welt